# Пентафторид стибію
Пентафторид стибію — неорганічна сполука з хімічною формулою SbF5. Ця безбарвна в’язка рідина є сильною кислотою Льюїса та є компонентом фторантимонової кислоти — суперкислоти, що утворюється при змішуванні рідкого фтороводню з рідким пентафторидом стибію у співвідношенні 1:1. Він відрізняється здатністю реагувати практично з усіма відомими сполуками.

## Підготовка
Пентафторид стибію отримують реакцією пентахлориду стибію з безводним фтороводнем:
SbCl5 + 5HF → SbF5 + 5HCl
Його також можна приготувати з трифториду стибію та фтору.

## Будова та хімічні реакції
У газовій фазі пентафторид стибію приймає тригональну біпірамідальну структуру D3h точкової групи симетрії (див. малюнок). Речовина приймає більш складну структуру в рідкому і твердому станах. Рідина містить полімери, у яких кожен стибій є октаедричним, структуру описують формулою [SbF4(μ-F)2]n ((μ-F) вказує на той факт, що фторидні центри сполучають два центри стибію). Кристалічний матеріал є тетрамером, що означає, що він має формулу [SbF4(μ-F)]4. Зв'язки стибію та фтору становлять 2,02 Å у восьмичленному кільці Sb4F4; інші фторидні ліганди, що випромінюються від чотирьох центрів стибію, коротші на 1,82 Å. Пов'язані речовини пентафторид фосфору та пентафторид арсену є мономерними у твердому та рідкому станах, ймовірно, через менші розміри центрального атома, що обмежує їх координаційне число. Пентафторид бісмута є полімером.
Пентафторид стибію окислює кисень у присутності фтору:
2SbF5 + F2 + 2O2 → 2[O2]+[SbF6]−
Пентафторид стибію сам по собі також є дуже сильним окиснювачем. Фосфор при контакті з ним горить.
SbF5 також використовувався в першій відкритій хімічній реакції, яка утворює газоподібний фтор із сполук фтору:
 4SbF5 + 2K2MnF6 → 4KSbF6 + 2MnF3 + F2
Рушійною силою цієї реакції є висока спорідненість пентафториду стибію до F−, що є тією самою властивістю, що рекомендує використання SbF5 для генерування суперкислот.

### Гексафторантимонат
SbF5 є сильною кислотою Льюїса, винятково по відношенню до джерел F−, утворюючи дуже стабільний аніон [SbF6]−, який називається гексафторантимонат. Це сполучена основа суперкислоти фторантимонова кислота. [SbF6]− є слабокоординаційним аніоном, подібним до PF6−. Незважаючи на те, що [SbF6]– є слабкоосновною, вона реагує з додатковим SbF 5, утворюючи центросиметричний аддукт:
SbF5 + [SbF6]− → [Sb2F11]−
Аніон [Sb2F11]- є одним із іонів, які містяться в суміші фторантимонової кислоти.

## Безпека
Пентафторид стибію бурхливо реагує з водою. Він реагує з багатьма сполуками, часто вивільняючи небезпечний фтороводень. Він дуже токсичний і їдкий для шкіри та очей. Сильний окиснювач.